# Oniticellini
Oniticellini — триба жуків родини Пластинчастовусі (Scarabaeidae).
У трибі описано 15 родів і понад 160 видів. Поширені переважно у Африці і Азії
.

## Роди
- Anoplodrepanus Simonis, 1981
- Cyptochirus Lesne, 1900
- Drepanocerus Kirby, 1828
- Drepanoplatynus Boucomont, 1921
- Euoniticellus Janssens, 1953
- Helictopleurus d'Orbigny, 1915
- Heterosyphus Paulian, 1975
- Liatongus Reitter, 1893
- Oniticellus Serville, 1825
- Paroniticellus Balthasar, 1963
- Scaptocnemis Péringuey, 1901
- Sinodrepanus Simonis, 1985
- Tiniocellus Péringuey, 1900
- Tragiscus Klug, 1855
- Yvescambefortius Ochi et Kon, 1996